# Външновписана окръжност
Външно вписана окръжност на даден триъгълник е тази окръжност, която се допира до една от страните на даден триъгълник и до продълженията на другите две.
На дадения чертеж окръжността с център О се допира до страната BC на {\displaystyle \triangle {ABC}} и до продълженията на страните AB и AC - съответно в точки P и Q. Тя е външновписана за {\displaystyle \triangle {ABC}}.

## Теореми
- В триъгълник ъглополовящата на един от ъглите и ъглополовящите на външните ъгли при другите два върха се пресичат в една точка и това е центърът на една от външно вписаните за този триъгълник окръжности.

В случая:
{\displaystyle \angle {BAO}=\angle {CAO}{,~}\angle {CBO}=\angle {OBP}{,~}\angle {QCO}=\angle {BCO}},
където AO е ъглополовящата на {\displaystyle \angle {BAC}} и BO и CO са ъглополовящите на външните ъгли {\displaystyle \angle {PBC}} и {\displaystyle \angle {QCB}}.
- Тъй като окръжността с център О се допира до правите AC и BP съответно в точки Q и P, то {\displaystyle {OP}\perp {AP}} и {\displaystyle {OQ}\perp {AQ}}.